# Zhang Linli
Zhang Linli (chinesisch 張 林麗 / 张 林丽, Pinyin Zhāng Línlì; * 6. März 1973) ist eine ehemalige chinesische Langstreckenläuferin.
1992 wurde sie Junioren-Weltmeisterin über 3000 m.
Im Jahr darauf wurde sie Dritte bei den Chinesischen Meisterschaften im Marathon und gewann Silber über 3000 m bei den Ostasienspielen. Über diese Distanz war sie bei den Weltmeisterschaften in Stuttgart als Zweitplatzierte Teil eines rein chinesischen Podiums: Gold ging an Qu Yunxia, Bronze an Zhang Lirong. Eine weitere Silbermedaille über 3000 m folgte bei den Leichtathletik-Asienmeisterschaften.
Bei den chinesischen Nationalspielen stellte sie kurz danach im Vorlauf mit 8:22,06 min einen Weltrekord auf, der im zweiten Vorlauf von Wang Junxia um fast zehn Sekunden unterboten wurde (8:12,19 m). Im Finale belegte dann Zhang in 8:16,50 min den dritten Platz hinter Wang Junxia und Qu Yunxia, die mit 8:06,11 min bzw. 8:12,18 min Zeiten liefen, an die bis heute keine andere Athletin auch nur annähernd herangekommen ist.
Beim IAAF-Weltcup-Marathon 1993, der im Rahmen des San-Sebastián-Marathons stattfand, belegten erneut Chinesinnen alle Treppchenplätze: Es siegte Wang Junxia vor Zhang Linli und Zhang Lirong.
1994 gewann Zhang Linli bei den Asienspielen Gold über 3000 m und wurde Vierte beim Peking-Marathon, erzielte jedoch deutlich langsamere Zeiten (8:52,97 min bzw. 2:32:15 h) als im Vorjahr. Am Ende des Jahres zerfiel die vom umstrittenen Trainer Ma Junren geleitete Trainingsgruppe, zu der Zhang und die anderen chinesischen Spitzenläuferinnen gehörten. Ma wurde vorgeworfen, er habe Preisgelder unterschlagen und die Athletinnen körperlich misshandelt. Diese Anschuldigungen wurden 1997 in einem Buch des Journalisten Zhao Yu erhärtet. Im Jahr 2000 fiel ein weiterer Schatten auf die Leistungen von „Mas Armee“, als sechs von ihm betreute Sportlerinnen wegen der Verwendung von Erythropoetin (EPO) aus dem Kader für die Olympischen Spiele in Sydney entfernt wurden.

## Persönliche Bestzeiten
- 1500 m: 3:57,46 min, 11. September 1993, Peking
- 3000 m: 8:16,50 min, 13. September 1993, Peking
- 5000 m: 15:35,70 min, 26. September 1991, Tangshan
- 10.000 m: 31:16,28 min, 8. September 1993, Peking
- Marathon: 2:24:42 h, 4. April 1993, Tianjin